# Блаженков, Валентин Терентьевич
Блаже́нков Валенти́н Тере́нтьевич (12 января 1926, село Александровское, Красноуфимский район, Уральская область, РСФСР, СССР — 2003) — первый секретарь Мелитопольского горкома КПСС (1959—1969), делегат ХХIII съезда КПСС.

## Биография
Блаженков Валентин Терентьевич родился 12 января 1926 года в селе Александровское Красноуфимского района Свердловской области, в крестьянской семье.
Отец — Блаженков Терентий Васильевич 1897 года рождения, конюх, мать — Блаженкова Анна Ивановна, 1900 года рождения, крестьянка. Жена — Блаженкова (Бровко) Таисия Захаровна, 1925 года рождения, учительница. Дети — Валерий и Владимир.
В 1948 году окончил Харьковский политехнический институт по специальности инженер-машиностроитель.
В 1948 году приехал по распределению в город Мелитополь Запорожской области на Мелитопольский дизелестроительный завод. Работал в должностях инженера, главного инженера.
С 1959 по 1969 год занимал должность первого секретаря Мелитопольского горкома КПСС.
В 1966 году — делегат XXIII съезда КПСС.
С 1969 по 1986 год работал в Москве в должности заместителя министра, начальника главного управления Министерства машиностроения для легкой и пищевой промышленности СССР.